# Susi Eppenberger
Susanna (Susi) Eppenberger (Herisau, 18 oktober 1931 – Speicher, 5 november 2023) was een Zwitserse politica voor de Vrijzinnig-Democratische Partij (FDP/PRD) uit het kanton Sankt Gallen.

## Biografie
Eppenberger is een dochter van Conrad Carl Egger, die architect en kolonel was en zetelde in de Grote Raad van Appenzell Innerrhoden. Na haar schooltijd aan de kantonnale school van Sankt Gallen behaalde ze haar handelsdiploma in 1950. Vervolgens was ze werkzaam als secretaresse in een advocatenkantoor en in de industrie. In 1954 trouwde ze met Willi Eppenberger, die directeur was van de dierenkliniek van Nesslau. Ze kregen samen drie kinderen. Van 1970 tot 1988 was ze actief als administratief directrice in de dierenkliniek van haar echtgenoot.

### Politiek
In 1972 was Eppenberger een van de eerste vrouwen die werden verkozen in de Kantonsraad van Sankt Gallen. Ze zou er zetelen tot 1980. Van 5 juni 1979 tot 24 november 1991 zetelde ze in de Nationale Raad. Ze was na Hanna Sahlfeld en Hanny Thalmann de derde vrouw uit Sankt Gallen die in de Nationale Raad zetelde. Ze legde er zich vooral toe op buitenlandse zaken en ontwikkelingssamenwerking. Daarnaast zette ze zich in ten voordele van de dierenbescherming.
Eppenberg overleed op 92-jarige leeftijd.
- Base de données des élites suisses: 55159
- Gemeinsame Normdatei: 1056052686
- Historisch woordenboek van Zwitserland: 006793
- Zwitserse Bondsvergadering: 732
- Virtual International Authority File: 309727037
- WorldCat: E39PBJgHfbVYjj7j9h74k4ckjC